# Gary Speed
Gary Speed (Mancot, Wales, 8 september 1969 – Huntington (Cheshire), 27 november 2011) was een profvoetballer uit Wales die van 2010 tot zijn dood in 2011 bondscoach was van Wales.

## Clubcarrière
Speed begon met voetballen bij Leeds United in 1988 en in 1992 won hij de titel met die club. In 1996 verhuisde hij naar Everton voor een bedrag van 5,5 miljoen en in 1998 ging hij naar Newcastle United. Op 3 december 2006 speelde Speed zijn vijfhonderdste duel in het Premiership. Hij werd daarmee de speler met de meeste wedstrijden ooit in de Premiership. Dit record werd in februari 2009 verbroken door David James.

## Interlandcarrière
Speed was ook aanvoerder van het Welsh voetbalelftal maar hij stopte in 2004 toen in de kwalificatie met 3-2 werd verloren van Polen. Speed maakte zijn debuut voor de nationale ploeg op 20 mei 1990, toen hij in het vriendschappelijke duel tegen Costa Rica (1-0) na 75 minuten inviel voor Glyn Hodges. Ook Paul Bodin (Swindon Town) en Eric Young (Wimbledon FC) maakten in dat duel voor het eerst hun opwachting in de nationale ploeg van Wales, die toentertijd onder leiding stond van bondscoach Terry Yorath.
| Interlanddoelpunten | Interlanddoelpunten | Interlanddoelpunten | Interlanddoelpunten  | Interlanddoelpunten | Interlanddoelpunten | Interlanddoelpunten | Interlanddoelpunten |
| #                   | Datum               | Locatie             | Wedstrijd            | Goal(s)             | Score               | Uitslag             | Wedstrijd           |
| ------------------- | ------------------- | ------------------- | -------------------- | ------------------- | ------------------- | ------------------- | ------------------- |
| 1                   | 12/10/1994          | Chisinau            | Moldavië – Wales     | 6'                  | 0 – 1               | 3 – 2               | EK-kwalificatie     |
| 2                   | 06/09/1995          | Cardiff             | Wales – Moldavië     | 55'                 | 1 – 0               | 1 – 0               | EK-kwalificatie     |
| 3                   | 29/03/1997          | Cardiff             | Wales – België       | 67'                 | 1 – 2               | 1 – 2               | WK-kwalificatie     |
| 4                   | 02/09/2000          | Minsk               | Wit-Rusland – Wales  | 90+1'               | 2 – 1               | 2 – 1               | WK-kwalificatie     |
| 5                   | 20/11/2002          | Bakoe               | Azerbeidzjan – Wales | 10'                 | 0 – 1               | 0 – 2               | EK-kwalificatie     |
| 6                   | 29/03/2003          | Cardiff             | Wales – Azerbeidzjan | 40'                 | 2 – 0               | 4 – 0               | EK-kwalificatie     |
| 7                   | 04/09/2004          | Bakoe               | Azerbeidzjan – Wales | 47'                 | 0 – 1               | 1 – 1               | WK-kwalificatie     |

## Trainerscarrière
Op 14 december 2010 werd bekend dat Speed aan de slag ging als bondscoach van Wales. Hij volgde John Toshack op, die op 9 september 2010 was opgestapt na de nederlaag in de EK-kwalificatiewedstrijd tegen Montenegro (1-0). Speed had de ploeg tien duels onder zijn hoede.

## Overlijden
Speed maakte op 27 november 2011 op zijn 42ste een einde aan zijn leven. Volgens de politie werd Speed niet onder verdachte omstandigheden aangetroffen. Als bondscoach van Wales werd hij opgevolgd door Chris Coleman.

## Erelijst
Leeds United
- Football League One

1990
- Premier League

1992
- FA Community Shield

1992